# Morozy (obwód brzeski)
Morozy (biał. Маразы, Marazy; ros. Морозы, Morozy) – wieś na Białorusi, w obwodzie brzeskim, w rejonie janowskim, w sielsowiecie Rudzk.

## Historia
W XIX i w początkach XX w. położone były w Rosji, w guberni grodzieńskiej, w powiecie kobryńskim, w gminie Odryżyn.
W dwudziestoleciu międzywojennym leżały w Polsce, w województwie poleskim, w powiecie drohickim, w gminie Janów. W 1921 wieś liczyła 51 mieszkańców, zamieszkałych w 10 budynkach. Wszyscy oni byli tutejszymi wyznania prawosławnego.
Po II wojnie światowej w granicach Związku Sowieckiego. Od 1991 w niepodległej Białorusi.